# En lille Helt
En lille Helt er en dansk stum dramafilm fra 1910 produceret af Nordisk Films Kompagni. Filmens instruktør er ukendt. 
Filmen havde dansk biografpremiere den 10. januar 1910 i Nørrebros Biografteater.

## Handling
En fisker forsvinder på havet og formodes død, men fiskerens søn står ud om natten og finder faren og redder ham hjem.